# Coupe de France de football 1976-1977
Navigation
Coupe de France 1975-1976 Coupe de France 1977-1978
La Coupe de France 1976-1977 est la 60e édition de la Coupe de France et a vu l'AS Saint-Étienne l'emporter sur le Stade de Reims en finale, le 18 juin 1977, sur le score de 2 buts à 1.

## Résultats

### Trente-deuxièmes de finale
| Division        | Club                          | Score               | Club                         | Division        |
| --------------- | ----------------------------- | ------------------- | ---------------------------- | --------------- |
| Division 3 (D3) | USM Malakoff                  | 2 - 2 a.p., 3-2 tab | US Valenciennes-Anzin        | Division 1 (D1) |
| Division 2 (D2) | FC Lorient                    | 1 - 0               | Stade lavallois              | Division 1 (D1) |
| Division 1 (D1) | FC Nantes                     | 3 - 1               | US Toulouse                  | Division 2 (D2) |
| Division 2 (D2) | LB Châteauroux                | 1 - 0               | USG Boulogne-sur-Mer         | Division 2 (D2) |
| Division 2 (D2) | AS Cannes                     | 4 - 0               | AC Arles                     | Division 2 (D2) |
| Division 1 (D1) | Lille OSC                     | 1 - 0               | US Dunkerque                 | Division 2 (D2) |
| Division 1 (D1) | Stade de Reims                | 4 - 2               | FC Bourges                   | Division 2 (D2) |
| Division 2 (D2) | Stade brestois                | 2 - 1               | Stade quimpérois             | Division 2 (D2) |
| Division 2 (D2) | RC Strasbourg                 | 1 - 0               | AS Nancy-Lorraine            | Division 1 (D1) |
| Division 1 (D1) | AS Saint-Étienne              | 2 - 0               | Olympique d'Alès-en-Cévennes | Division 3 (D3) |
| Division 2 (D2) | AJ Auxerre                    | 1 - 0               | AS Poissy                    | Division 3 (D3) |
| Division 1 (D1) | FC Girondins de Bordeaux      | 4 - 1               | EA Guingamp                  | Division 3 (D3) |
| Division 1 (D1) | RC Lens                       | 3 - 1               | Morangis-Chilly FC           |                 |
| Division 3 (D3) | ES La Rochelle                | 5 - 1               | AS Mantes-la-Jolie           | DH (D4)         |
| Division 3 (D3) | SR Haguenau                   | 2 - 1               | SA Épinal                    | Division 2 (D2) |
| Division 2 (D2) | FC Gueugnon                   | 1 - 0               | Olympique lyonnais           | Division 1 (D1) |
| Division 1 (D1) | Angers SCO                    | 2 - 0               | AS Angoulême                 | Division 2 (D2) |
| Division 2 (D2) | Olympique avignonnais         | 3 - 1               | SEC Bastia                   | Division 1 (D1) |
| Division 2 (D2) | SM Caen                       | 3 - 1               | EB Orthez                    | DH (D4)         |
| DH (D4)         | Villemomble Sports            | 2 - 1               | AS Creil                     | Division 3 (D3) |
| Division 1 (D1) | Troyes AF                     | 4 - 0               | RCFC Besançon                | Division 2 (D2) |
| DH (D4)         | AS Pierrots Vauban Strasbourg | 1 - 1 a.p., 5-4 tab | ES Viry-Châtillon            | Division 3 (D3) |
| Division 1 (D1) | FC Sochaux-Montbéliard        | 4 - 1               | CS Meaux                     | PH (D5)         |
| Division 2 (D2) | FC Rouen                      | 1 - 0               | US Saint-Omer                | Division 3 (D3) |
| Division 1 (D1) | Stade rennais FC              | 3 - 2               | Limoges FC                   | Division 3 (D3) |
| Division 1 (D1) | Paris Saint-Germain FC        | 7 - 1               | Entente BFN                  | Division 2 (D2) |
| Division 1 (D1) | Nîmes Olympique               | 1 - 0               | UGA Décines                  | PH (D5)         |
| Division 1 (D1) | OGC Nice                      | 8 - 1               | FC Annecy                    | DH (D4)         |
| Division 3 (D3) | Montpellier PSC               | 2 - 1               | Olympique de Marseille       | Division 1 (D1) |
| Division 2 (D2) | AS Monaco FC                  | 1 - 0               | FC Martigues                 | Division 2 (D2) |
| Division 1 (D1) | FC Metz                       | 5 - 1               | Entente Chaumont AC          | Division 2 (D2) |
| Division 2 (D2) | GFC Ajaccio                   | 5 - 3               | UMS Montélimar               | DH (D4)         |

### Seizièmes de finale
| Division        | Club                          | Aller | Total | Retour | Club                     | Division        |
| --------------- | ----------------------------- | ----- | ----- | ------ | ------------------------ | --------------- |
| Division 1 (D1) | Troyes AF                     | 0 - 2 | 2- 5  | 2 - 3  | FC Nantes                | Division 1 (D1) |
| Division 1 (D1) | RC Lens                       | 2 - 0 | 4 - 1 | 2 - 1  | FC Metz                  | Division 1 (D1) |
| Division 2 (D2) | SM Caen                       | 0 - 2 | 2 - 5 | 2 - 3  | Paris Saint-Germain FC   | Division 1 (D1) |
| Division 2 (D2) | AJ Auxerre                    | 0 - 0 | 1 - 3 | 1 - 3  | AS Saint-Étienne         | Division 1 (D1) |
| Division 2 (D2) | GFC Ajaccio                   | 1 - 1 | 3 - 4 | 2 - 3  | Stade de Reims           | Division 1 (D1) |
| Division 2 (D2) | Olympique avignonnais         | 0 - 0 | 1 - 2 | 1 - 2  | FC Girondins de Bordeaux | Division 1 (D1) |
| Division 2 (D2) | Stade brestois                | 2 - 0 | 4 - 5 | 2 - 5  | Angers SCO               | Division 1 (D1) |
| Division 2 (D2) | FC Lorient                    | 2 - 0 | 2 - 1 | 0 - 1  | Stade rennais FC         | Division 1 (D1) |
| Division 2 (D2) | RC Strasbourg                 | 4 - 0 | 6 - 2 | 2 - 2  | Lille OSC                | Division 1 (D1) |
| Division 3 (D3) | Montpellier PSC               | 0 - 3 | 2 - 6 | 2 - 3  | Nîmes Olympique          | Division 1 (D1) |
| Division 3 (D3) | ES La Rochelle                | 1 - 5 | 1 - 7 | 0 - 2  | FC Sochaux-Montbéliard   | Division 1 (D1) |
| DH (D4)         | Villemomble Sports            | 0 - 1 | 0 - 7 | 0 - 6  | OGC Nice                 | Division 1 (D1) |
| Division 2 (D2) | FC Gueugnon                   | 2 - 1 | 5 - 2 | 3 - 1  | LB Châteauroux           | Division 2 (D2) |
| Division 2 (D2) | AS Cannes                     | 1 - 1 | 2 - 5 | 1 - 4  | AS Monaco FC             | Division 2 (D2) |
| Division 3 (D3) | USM Malakoff                  | 0 - 2 | 3 - 7 | 3 - 5  | FC Rouen                 | Division 2 (D2) |
| DH (D4)         | AS Pierrots Vauban Strasbourg | 1 - 0 | 2 - 2 | 1 - 2  | SR Haguenau              | Division 3 (D3) |

### Huitièmes de finale
Fin de l'aventure pour les AS Pierrots Vauban Strasbourg (Division d'Honneur), qui chutent à Nice.
| Division        | Club                          | Aller | Total  | Retour | Club                     | Division        |
| --------------- | ----------------------------- | ----- | ------ | ------ | ------------------------ | --------------- |
| Division 1 (D1) | Angers SCO                    | 0 - 1 | 0 - 2  | 0 - 1  | RC Lens                  | Division 1 (D1) |
| Division 1 (D1) | Nîmes Olympique               | 1 - 0 | 1 - 0  | 0 - 0  | FC Girondins de Bordeaux | Division 1 (D1) |
| Division 1 (D1) | FC Sochaux-Montbéliard        | 1 - 0 | 2 - 2  | 1 - 2  | Paris Saint-Germain FC   | Division 1 (D1) |
| Division 2 (D2) | FC Rouen                      | 1 - 1 | 1 - 3  | 0 - 2  | AS Saint-Étienne         | Division 1 (D1) |
| Division 1 (D1) | FC Nantes                     | 2 - 0 | 3 - 3  | 1 - 3  | RC Strasbourg            | Division 2 (D2) |
| Division 1 (D1) | Stade de Reims                | 2 - 0 | 6 - 2  | 4 - 2  | AS Monaco FC             | Division 2 (D2) |
| DH (D4)         | AS Pierrots Vauban Strasbourg | 1 - 4 | 2 - 11 | 1 - 7  | OGC Nice                 | Division 1 (D1) |
| Division 2 (D2) | FC Gueugnon                   | 3 - 2 | 3 - 3  | 0 - 1  | FC Lorient               | Division 2 (D2) |

### Quarts de finale
Le FC Lorient est le dernier club de D2 encore en lice à ce stade la compétition.
| Division        | Club                   | Aller | Total | Retour | Club             | Division        |
| --------------- | ---------------------- | ----- | ----- | ------ | ---------------- | --------------- |
| Division 1 (D1) | RC Lens                | 2 - 1 | 2 - 2 | 0 - 1  | FC Nantes        | Division 1 (D1) |
| Division 1 (D1) | Nîmes Olympique        | 3 - 3 | 3 - 5 | 0 - 2  | OGC Nice         | Division 1 (D1) |
| Division 2 (D2) | FC Lorient             | 2 - 0 | 4 - 8 | 2 - 8  | Stade de Reims   | Division 1 (D1) |
| Division 1 (D1) | FC Sochaux-Montbéliard | 1 - 1 | 2 - 4 | 1 - 3  | AS Saint-Étienne | Division 1 (D1) |

### Demi-finales
| Division        | Club      | Aller | Total | Retour     | Club             | Division        |
| --------------- | --------- | ----- | ----- | ---------- | ---------------- | --------------- |
| Division 1 (D1) | FC Nantes | 3 - 0 | 4 - 5 | 1 - 5 a.p. | AS Saint-Étienne | Division 1 (D1) |
| Division 1 (D1) | OGC Nice  | 1 - 2 | 1 - 3 | 0 - 1      | Stade de Reims   | Division 1 (D1) |

### Finale
| Entraîneur :  |
| Robert Herbin |

| Entraîneur :   |
| Pierre Flamion |

| Entraîneur :  |
| Robert Herbin |

| Entraîneur :   |
| Pierre Flamion |